# Josephine Obossa
Josephine Obossa (Napoli, 20 maggio 1999) è una pallavolista italiana, opposto della UYBA.

## Carriera

### Club
La carriera di Josephine Obossa inizia nella stagione 2015-16 nella LJ, giocando con la squadra che disputa la Serie B1; l'annata successiva passa al River, nella formazione che gioca in Serie B2.
Nella stagione 2017-18 viene ingaggiata dall'Academy Sassuolo, in Serie B1, con cui ottiene la promozione in Serie A2, categoria dove milita nell'annata successiva con lo stesso club, aggiudicandosi inoltre la Coppa Italia di categoria. Nella stagione 2019-20 esordisce in Serie A1 vestendo la maglia del Pro Victoria, dove resta per due annate, con cui vince la Coppa CEV 2020-21, prima di accasarsi, per l'annata 2021-22 al Talmassons, in serie cadetta, divisione dove resta anche per il campionato successivo però alla Millenium Brescia.
Ritorna in Serie A1 prima al Casalmaggiore per il campionato 2023-24 e poi alla UYBA per quello 2024-25.

## Palmarès

### Club
- Coppa CEV: 1

2020-21
- Coppa Italia di Serie A2: 1

2018-19